# Lípa u pomníčku v Hruškové
 Lípa u pomníčku v Hruškové je památný strom v Hruškové, místní části Sokolova v Karlovarském kraji. Lípa se nachází ve středu osady Hrušková přímo u silnice vedle památníku obětí první světové války. 
Lípa má dutý kmen, nepravidelnou korunu, jež se naklání nad silnici. Roste v nadmořské výšce 590 m. Koruna stromu sahá do výšky 22 m, obvod kmene měří 387 cm (měření 2007). Lípa je chráněna od roku 2007 jako krajinná dominanta, historický důležitý strom s významným vzrůstem a jako součást kulturní památky.

## Stromy v okolí
- Buk nad Hruškovou
- Jilm pod Starou Ovčárnou (zaniklý)
- Stříbrný javor v Husových sadech
- Dub ve Starém Sedle
- Douglaska Na pile

## Fotogalerie

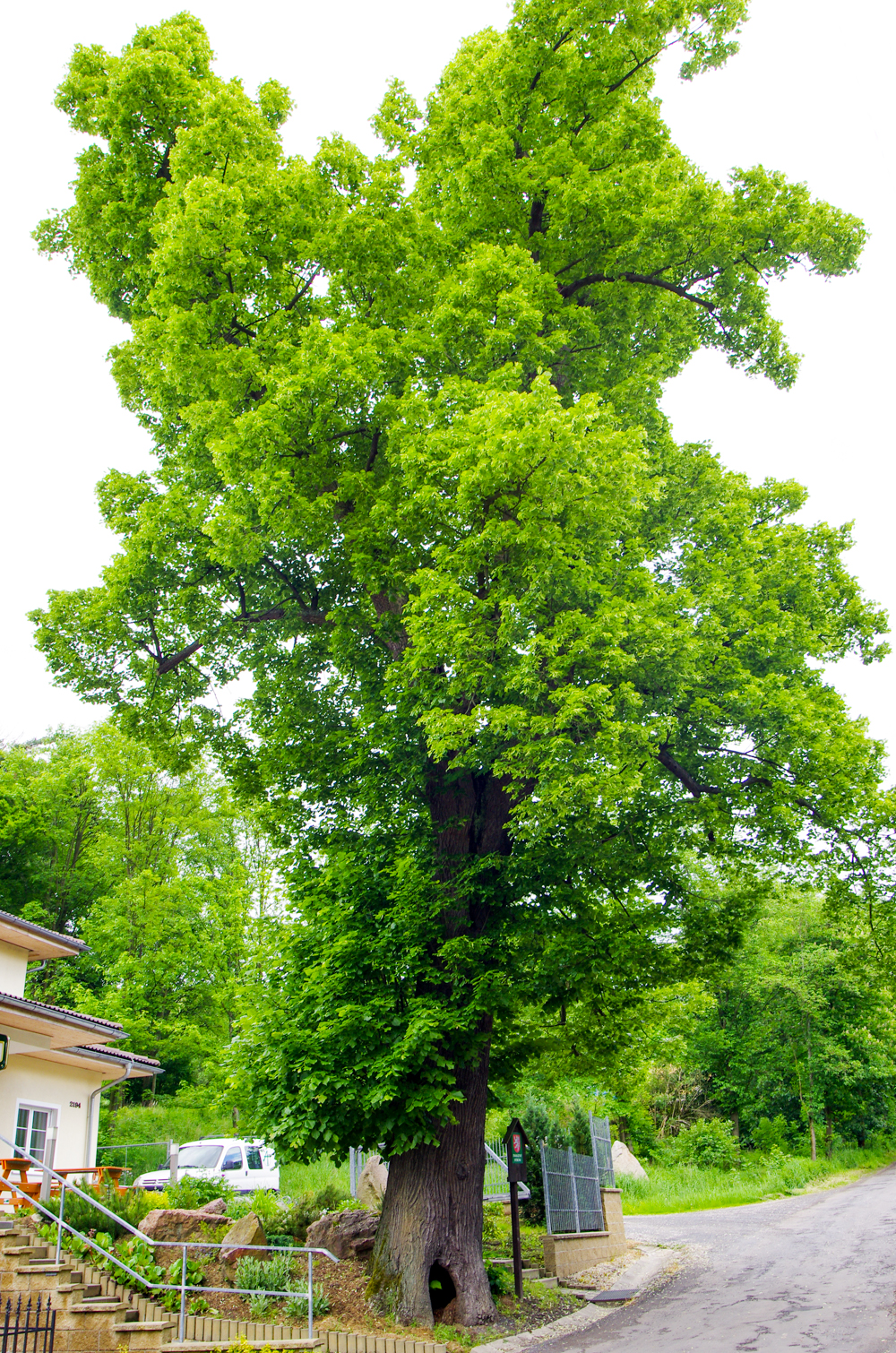
v květnu 2014
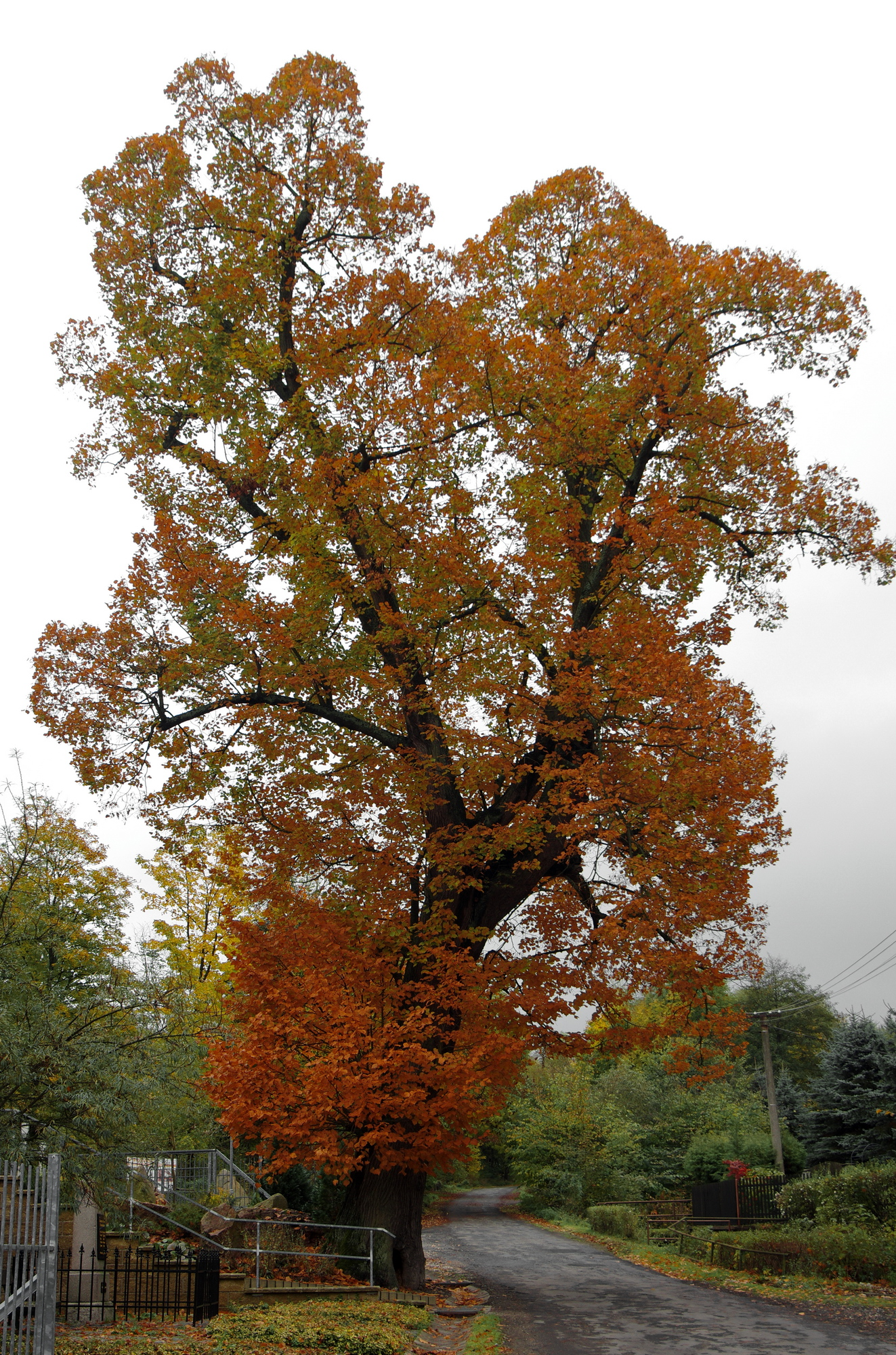
v říjnu 2015
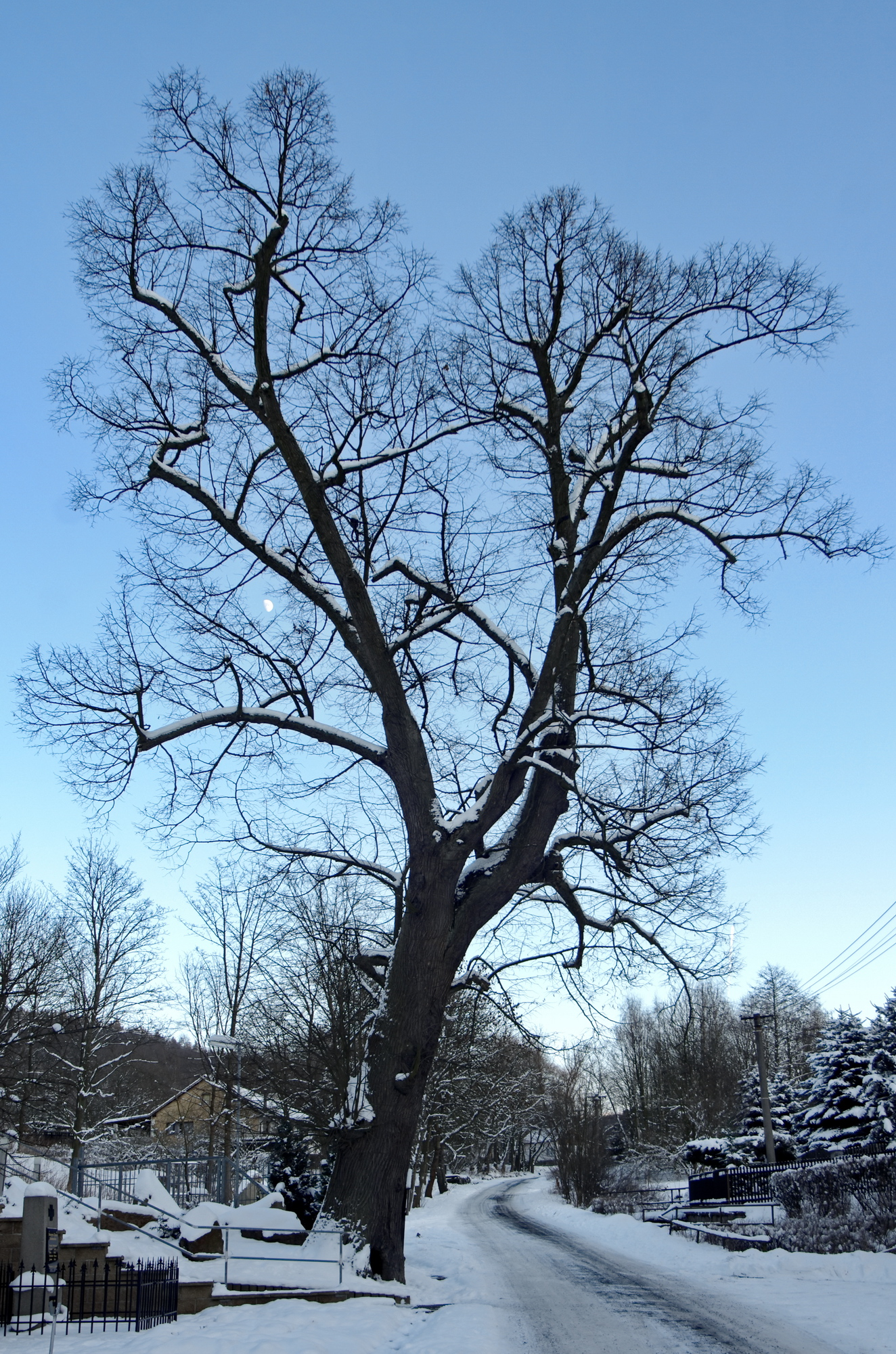
v lednu 2016
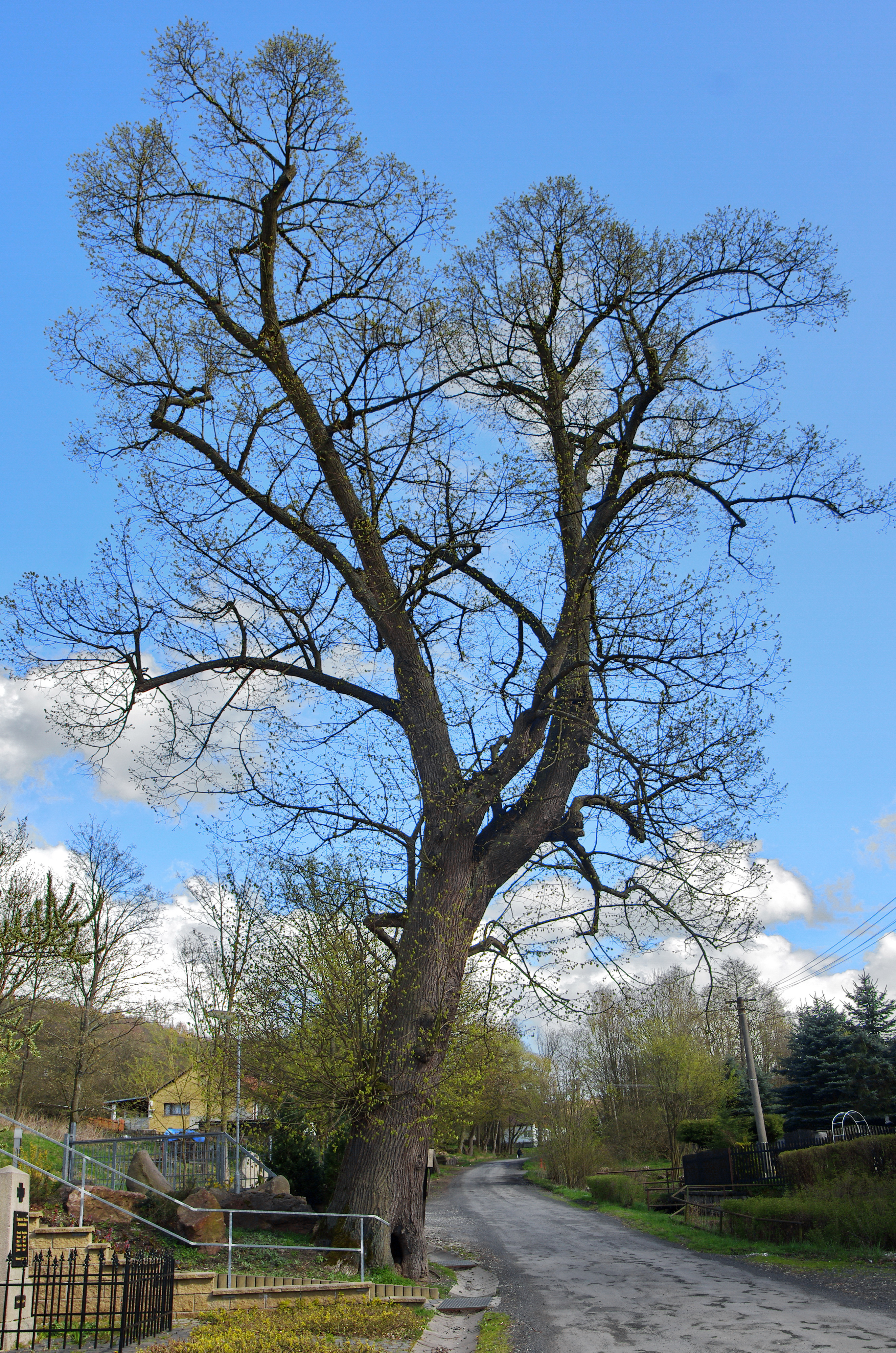
v dubnu 2016
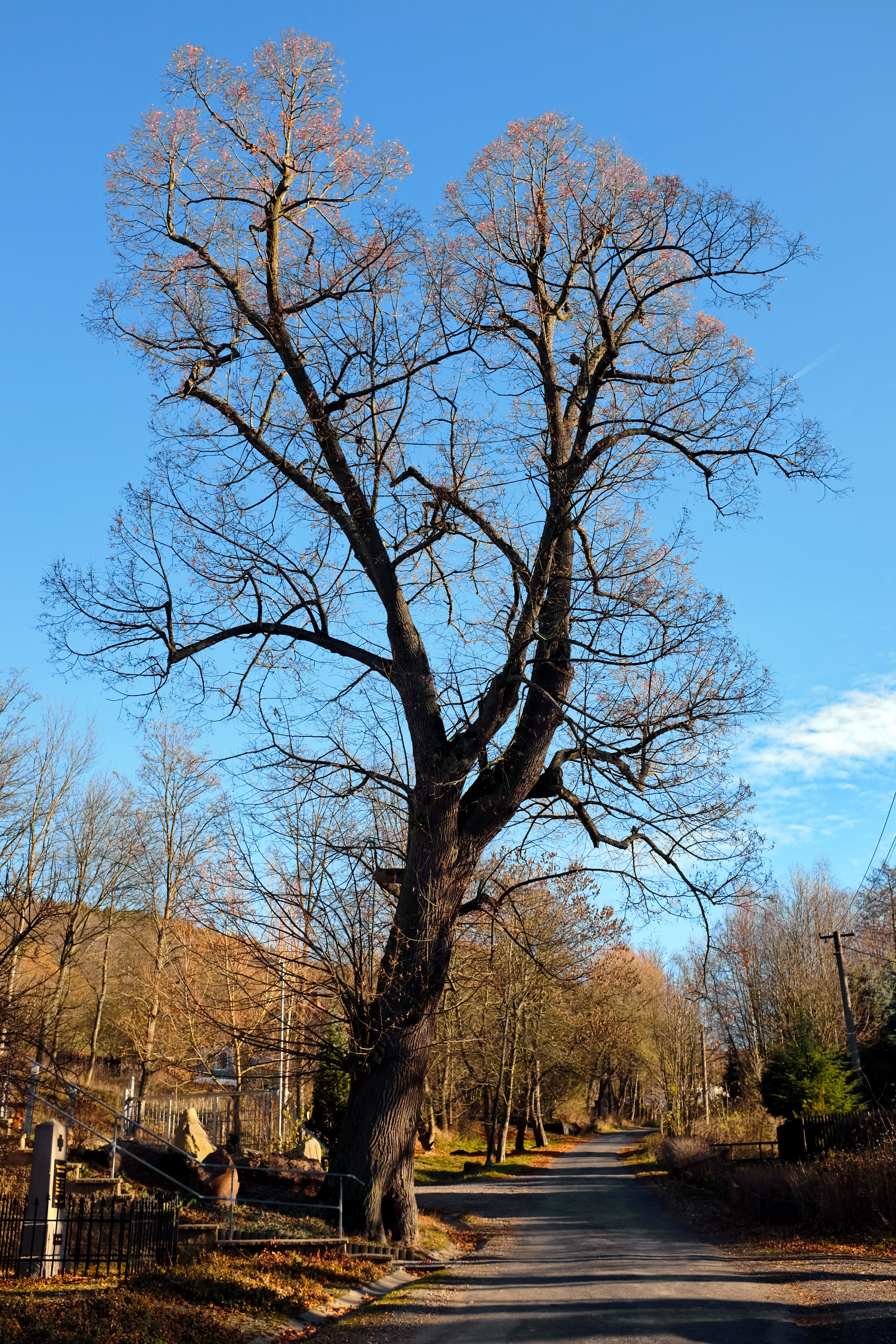
v listopadu 2018
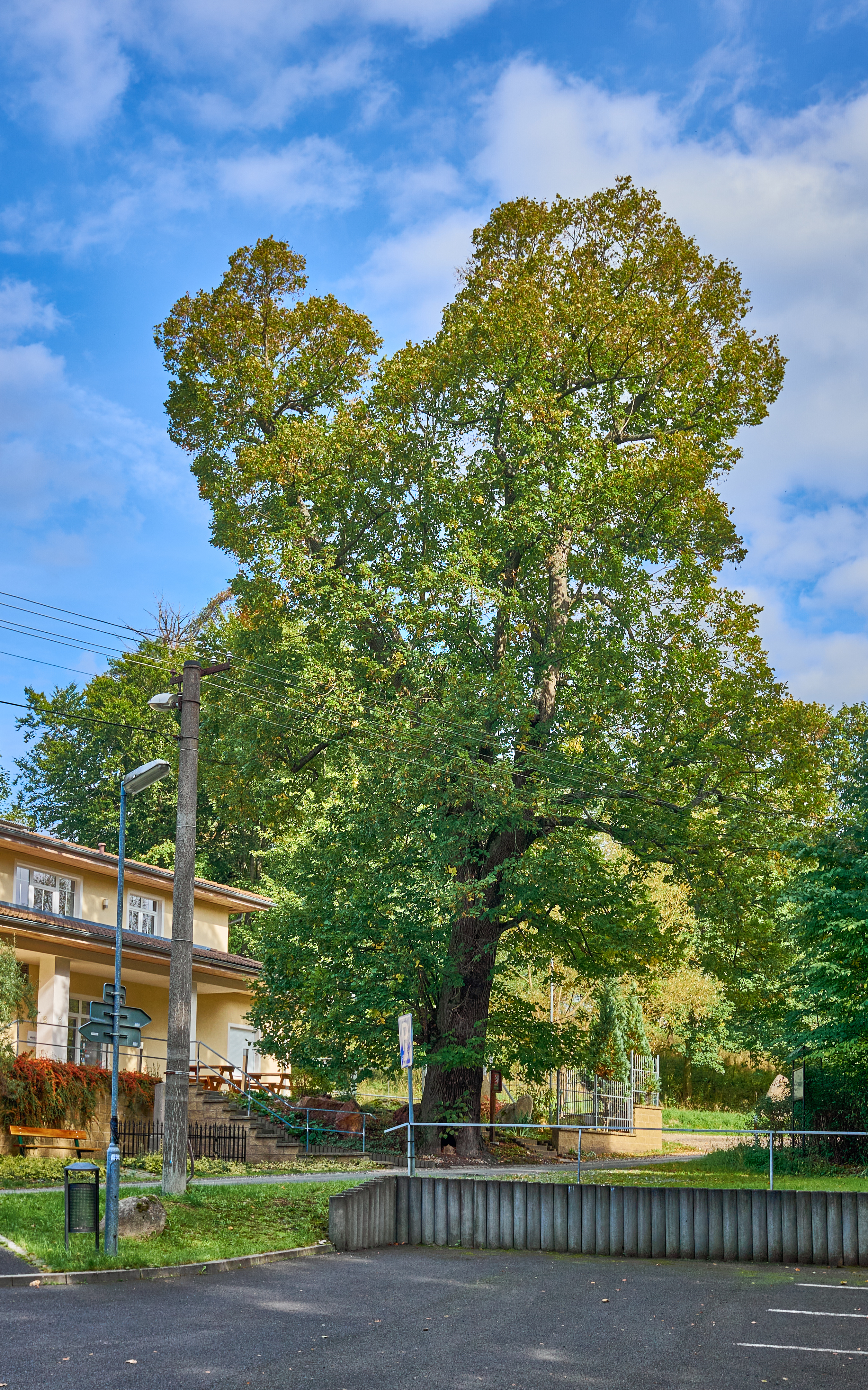
v září 2022